# Бродовское сельское поселение (Пермский край)
Бродовское сельское поселение — муниципальное образование в составе Чернушинского района Пермского края.
Административный центр — село Брод.
В декабре 2004 года в результате реформы местного самоуправления Законом Пермского края наделено статусом сельского поселения.

## Географические положение
Поселение расположено на западе Чернушинского района.

## История
До 2006 года на территории поселения был Бродовской сельский совет. С 2006 года в результате реформы местного самоуправления образовано Бродовское сельское поселение.

## Население
По данным переписи 2010 года численность населения составила 1 061 человек, в том числе 547 мужчин и 514 женщин.

## Населённые пункты
| Название        | Тип населённого пункта       | Население, 2010 год | Почтовый индекс | ОКАТО          |
| --------------- | ---------------------------- | ------------------- | --------------- | -------------- |
| Брод            | Село, административный центр | 698                 | 617 815         | 57 257 813 001 |
| Ракино          | Деревня                      | 338                 | 617 815         | 57 257 813 005 |
| Стреж           | Посёлок                      | 14                  | 617 815         | 57 257 813 006 |
| Осиновая Гора   | деревня                      | 9                   | 617 815         | 57 257 813 004 |
| Казарма 1295 км | населённый пункт             | 2                   | 617 815         | 57 257 813 003 |
| Казарма 1292 км | населённый пункт             | 0                   | 617 815         | 57 257 813 002 |

## Экономика
ООО «Русь» (с. Брод)

## Объекты социальной сферы
- общеобразовательные учреждения:[5]
  - МОУ «Бродовская основная общеобразовательная школа»
- дошкольные образовательные учреждения:[6]
  - МДОУ «Бродовский детский сад»
  - МДОУ «Ракинский детский сад»
- учреждения здравоохранения:[7]
  - Бродовской ФАП
  - Ракинский ФАП

## Известные уроженцы
Брызгалов, Иван Иванович — Герой Советского Союза.